# Sint-Amanduskerk (Malderen)

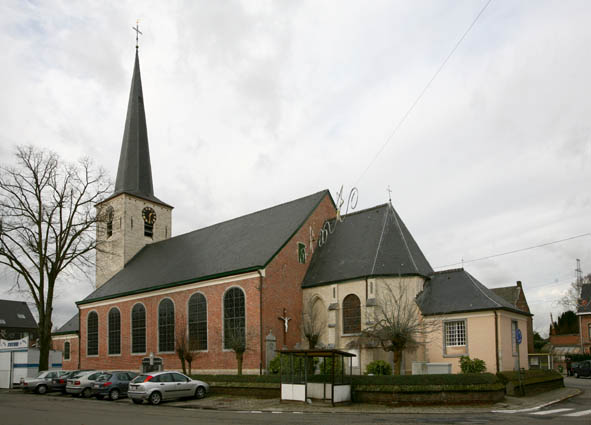
Sint-Amanduskerk

De Sint-Amanduskerk is de parochiekerk van de tot de Vlaams-Brabantse gemeente Londerzeel behorende plaats Malderen, gelegen aan het Jozef Vermaesenplein.

## Geschiedenis
Tot 1732 vormde Malderen één parochie samen met Opdorp, in welk jaar Opdorp tot zelfstandige parochie werd verheven.
In 1436 werd, met steun van de heren Marselaer, een gotische kerk gebouwd waarvan het koor bewaard is gebleven. Tijdens de godsdiensttwisten (4e kwart 16e eeuw) werd de kerk vernield en later herbouwd. In 1786 werd de kerk vergroot in classicistische stijl.

## Gebouw
Het betreft een georiënteerd driebeukig kerkgebouw met voorgebouwde westtoren. Het gotisch koor van 1436 en de westtoren zijn gebouwd in zandsteen, De zijmuren van het schip zijn in baksteen opgetrokken.

## Interieur
De middenbeuk vertoont nog elementen van het voormalig gotisch schip. De beuk wordt overkluisd door een tongewelf van 1786.
De heiligenbeelden zijn voornamelijk 18e-eeuws. Het kerkmeubilair is in barokstijl, in Lodewijk XV- en Lodewijk XVI-stijl. Er is een biechtstoel van 1742 en het hoofdaltaar is van 1782. Het Van Peteghem-orgel is van 1774.